# أسامة الدليل
أسامة الدليل هو صحفي ومحلّل سياسي مصري. هو يشغل منصب رئيس قسم الشؤون الدولية في جريدة الأهرام. يُعرف بتحليلاته الجيوسياسية المبنية على الأرقام والخرائط والوثائق، وقد اكتسب شهرة واسعة من خلال مشاركاته في وسائل الإعلام والمناظرات السياسية.

## المسيرة المهنية
بدأ أسامة الدليل مسيرته في الأهرام، وتدرّج فيها ليصل إلى منصب رئيس قسم الشؤون الدولية.

### أبرز المواقف الإعلامية
برز أسامة الدليل في المشهد الإعلامي خلال مشاركته في مباراة المناظرات على قناة العربية ضمن برنامج «محل نقاش»، حيث اشتبك مع المحلل جزائري محمد بن خروف في خطاب سياسي حاد حول السيادة المصرية ودورها في الأزمة الفلسطينية.
في لقاء تلفزيوني آخر، دافع الدليل عن موقف مصر من قضية فتح معبر رفح وإدخال المساعدات إلى غزة، مؤكّدًا أن «سيادة مصر خط أحمر»، وأن القرار يتخذ في إطار المصالح الوطنية والأمن القومي.

### السمعة الإعلامية
يُعرف أسامة الدليل بلقب "قناص المناظرات"، ويُثنى عليه لقدرته على إدارة الحوار السياسي بمهارة باستخدام بيانات وأدلة موثقة، ما يجعله خصمًا قويًا في أي نقاش عام.